# Giovanni Battista Vitali
Giovanni Battista Vitali (Bologna, 18 februari 1632 - aldaar, 12 oktober 1692) was een Italiaanse componist en vioolspeler.

## Biografie
Vitali werd geboren in Bologna en bracht zijn hele leven in de regio Emilia door. In 1674 verhuisde hij naar Modena. Zijn leraar in zijn vroege jaren was Maurizio Cazzati (1616-1678), die maestro di cappella was bij de San Petronio Basiliek in Bologna.

## Bologna
Het Bolognese muzikale leven werd versterkt door het bestaan van Academies. De Accademia dei Filaschisi werd gevormd in 1633 door Domenico Brunetti en Francesco Bertacchi; Vitali beweerde op het titelblad van zijn eerste publicatie, Opus 1, 1666, lid van deze instelling te zijn. In 1666 werd de Accademia dei Filaschisi ontbonden, en een nieuwe academie, Accademia Filarmonica opgericht. De meeste van Vitali's latere gepubliceerde werken omschrijven hem als een lid van beide instellingen - 'Accademico Filaschise, e Filarmonico', - ondanks het feit dat de Accademia dei Filaschisi toen al niet meer bestond. Het eerste gedocumenteerde bewijs van de muzikale activiteiten van Vitali verscheen in het register van het San Petronio orkest in 1658, toen hij werd vermeld onder de naam 'Violoni'.
Vitali bleef werkzaam bij het orkest tot 1673, toen hij zelf ontslag nam en naar Modena vertrok. Zijn eerste publicatie, Opus 1 (1666), geeft aan dat hij lid was van de Accademia dei Filaschisi. Deze muzikale instelling, die was opgericht in 1633 en opgeheven werd in 1666, had veel leden die daarna ook lid werden van de Accademia Filarmonica, die in 1666 werd opgericht. Vitali wordt ook vermeld als lid van de Accademia Filarmonica. In de archieven van de academie staan verschillende details van haar leden, met inbegrip van waar ze vandaan kwamen (indien zij niet uit Bologna afkomstig waren) en hun geboorte en sterfdatum. Vitali overleed volgens deze archieven op 12 oktober 1692.
Hij bereikte nooit een hogere positie in Bologna dan die van maestro di cappella aan de Santissimo Rosario. Daar waren verschillende redenen voor.
- Tegen de tijd dat hij van Bologna naar Modena verhuisde had hij geen vocale muziek gepubliceerd en het is bekend dat hij in deze periode slechts twee vocale werken heeft geschreven, namelijk de oratoria Agare en Il Gefte.
- Verder was hij geen organist - in tegenstelling tot de overgrote meerderheid van de Maestri di cappella in Bologna in de zeventiende en achttiende eeuw.

## Modena
In 1674 bereikt Vitali de positie van tweede vice-Maestri di capella aan het hof van de familie Este in Modena. In tegenstelling tot de stad Modena maakte Bologna deel uit van de Pauselijke Staten die onder het bestuur van Rome stonden. De invloed van de kerk was groot (ongeveer honderdvijftig religieuze instellingen aan het einde van de zeventiende eeuw). Muziek en het theater werden gesteund door en tevens bezocht door de leden van het hof onder hertog Francesco II. Hier moet Vitali getuige zijn geweest van een grotere diversiteit aan muzikale stijlen en genres. Hij maakte daar ook kennis met Giuseppe Torelli, Petronio Franceschini (1651-1680) en Domenico Gabrielli die Franceschini opvolgde nadat deze op zeer jonge leeftijd overleden was. De periode tussen 1680 en 1685 was de meest productieve tijd van Vitali. Hij publiceerde zes collecties van de muziek en werd gepromoveerd tot maestro di capella in 1684. Hij werd opgevolgd door de opera-componist Antonio Giannettini (1648-1721) in 1686. Zijn laatste twee publicaties, Artificii Musicali, Opus 13 (1689), en de postuum gepubliceerde Sonate da camera, Opus 14 (1692), heeft hij waarschijnlijk gecomponeerd toen hij geen officiële positie meer bekleedde. Toch zijn beide publicaties gewijd aan de leden van de Este familie en dit zou kunnen inhouden dat hij toen nog altijd stevige banden onderhield met de leden van het hof.

## Rel rondom Cazzati
De banden tussen het orkest van de San Petronio-basiliek en de Accademia Filarmonica blijken uit een vergelijking van lijsten van leden van beide instellingen. De belangrijkste afwezige die niet als lid vermeld stond van de Accademia Filarmonica is Maurizio Cazzati. De muzikale gemeenschap van Bologna werd in twee kampen gesplitst in het jaar 1660 door een ruzie tussen Maurizio Cazzati en Lorenzo Perti ( broer van Giacomo Perti), een priester in San Petronio. Hij ontdekte een aantal duidelijke muzikale fouten die Cazzati zou hebben gemaakt en dit leidde tot een ongekende ruzie tussen beiden. Giulio Cesare Arresti (1619-1701), die pas was geïnstalleerd als organist aan de San Petronio Basiliek, koos de zijde van Perti en werd daarom door Maurizio Cazzati ontslagen in 1661. Deze controversiële affaire nodigde uit tot diverse speculaties. Eén daarvan was dat de Accademia Filarmonica was opgezet als oppositie tegen Cazzati en zijn volgelingen. Vitali gaf echter openlijk toe dat Cazzati zijn leraar was. Een onverwacht gebaar van een van de meest prominente leden van de Accademia Filarmonica's, zeker gezien de vijandigheden die in die tijd schering en inslag waren.